# Херсонес Таврійський (золота монета)
«Херсоне́с Таврі́йський» — золота пам'ятна монета Національного банку України, номіналом 100 гривень, присвячена визначній античній пам'ятці — Херсонесу Таврійському (з грецької — півострів таврів), місту-державі на південно-західному узбережжі Криму, заснованому в 422–421 роках до н. е., яке карбувало власну монету.
Монету введено в обіг 28 липня 2009 року. Вона належить до серії «Античні пам'ятки України».

## Опис монети та характеристики
| Номінал грн. | Метал            | Маса, г      | Діаметр, мм | Якість виготовлення | Гурт                 | Тираж, штук |
| ------------ | ---------------- | ------------ | ----------- | ------------------- | -------------------- | ----------- |
| 100          | золото 900 проби | 31,1 / 34,56 | 32,0        | пруф                | секторальне рифлення | 3 000       |

### Аверс
На аверсі монети розміщено: угорі малий Державний Герб України, напис півколом «НАЦІОНАЛЬНИЙ БАНК УКРАЇНИ», унизу номінал — «100/ ГРИВЕНЬ», ліворуч від якого позначення металу, його проба — Au 900, маса в чистоті — 31,1, логотип Монетного двору Національного банку України; праворуч — рік карбування монети 2009; у центрі монети вище зображено фрагмент давньої споруди та сигнальний дзвін, нижче — на тлі меандрового орнаменту — античні монети Херсонеса та світильник (V—VI ст. н. е.).

### Реверс
На реверсі монети на передньому плані зображено залишки давньої споруди Херсонеса — базиліки, на другому — собор Святого князя Володимира, побудований усередині XIX ст. над руїнами середньовічного храму, в якому, за припущенням, хрестився князь Володимир, та вгорі півколом розміщено напис «ХЕРСОНЕС ТАВРІЙСЬКИЙ».

## Автори

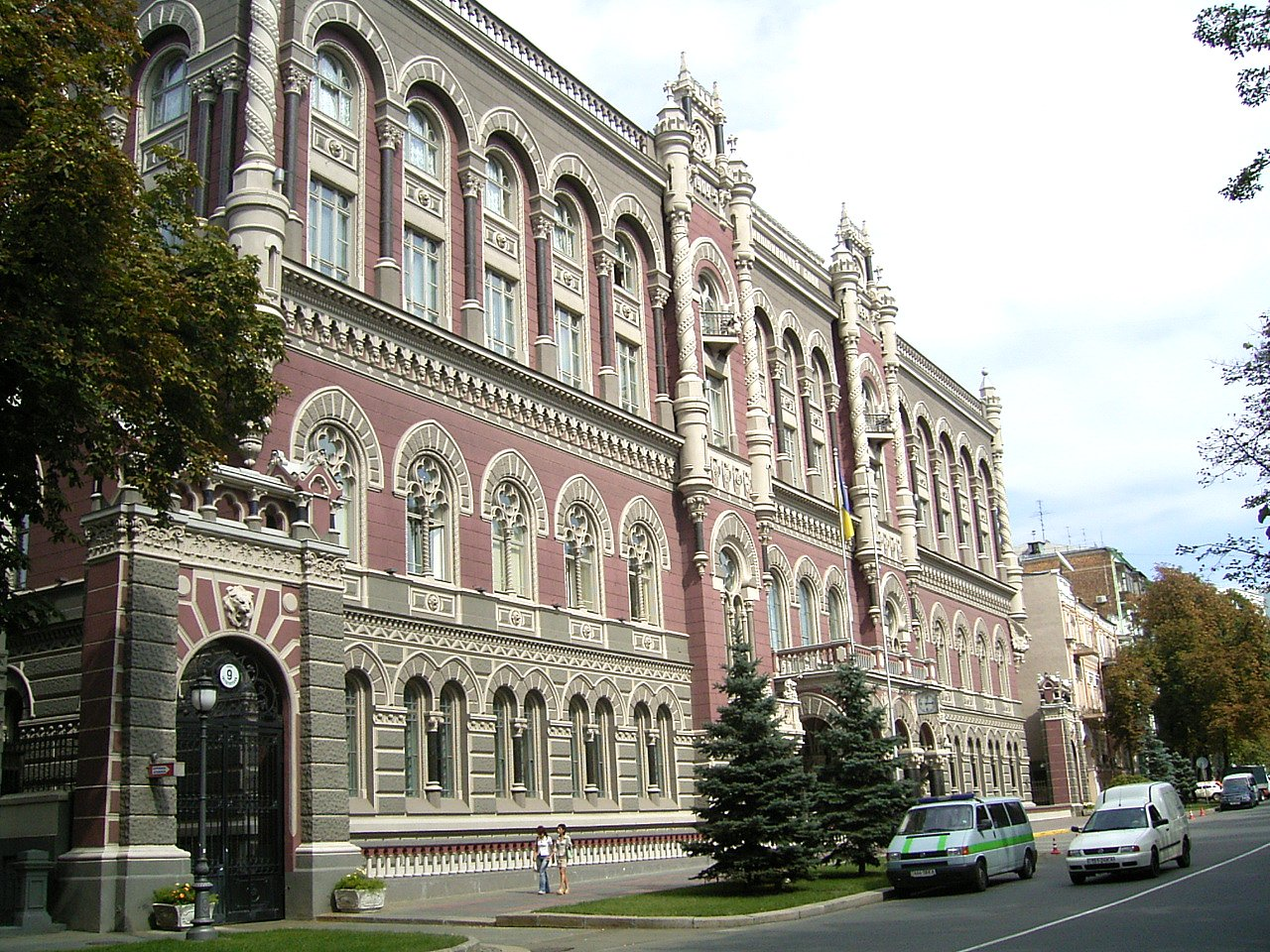
Будівля Національного банку України

- Художник — Дем'яненко Володимир.
- Скульптор — Дем'яненко Володимир.

## Вартість монети
Ціна монети — 15252 гривень була вказана на сайті Національного банку України в 2011 році.
Фактична приблизна вартість монети, з роками змінювалася так:
| Рік        | 2010   | 2011   | 2012   | 2013   | 2014    | 2015    | 2016   | 2017   | 2018   | 2019   |
| ---------- | ------ | ------ | ------ | ------ | ------- | ------- | ------ | ------ | ------ | ------ |
| Ціна, грн. | 12 500 | 16 000 | 17 000 | 17 000 | 19 000  | 32 000  | 39 000 | 45 500 | 44 000 | 44 000 |
| Рік        | 2020   | 2021   | 2022   | 2023   | 2024    | 2025    |        |        |        |        |
| Ціна, грн. | 53 000 | 55 000 | 76 000 | 92 000 | 107 000 | 150 000 |        |        |        |        |